# Нилгирийский тар
Нилгирийский тар (лат. Hemitragus hylocrius) — один из трёх видов таров, включён в Красную книгу МСОП.

## Ареал
Нилгирийский тар — эндемик южной Индии, обитает в покрытых травой горах Нилгири, а также нескольких изолированных местностях Западных Гат в штатах Керала и Тамилнад. Высота обитания — 1200—2600 м над уровнем моря.
Обычно живут тары небольшими группами, взрослые самцы часто ведут одиночный образ жизни.

## Описание вида
Внешне, как и другие тары, нилгирийский вид похож на горных коз, но с короткой шерстью, цвет которой может быть от жёлто-серого до тёмно-коричневого. Длина тела составляет 0,9—1,4 м, высота в холке — 0,6—1,1 м, а масса — 50—100 кг. Самцы крупнее и заметно тяжелее самок. Рога выгнуты назад, но не закручены, присутствуют у обеих полов, но у самцов они заметно крупнее.
Беременность продолжается 180—240 дней, рождается обычно два детёныша, реже один. Живут нилгирийские тары обычно 10—14 лет, в неволе — до 20 лет.
Тары питаются растениями, главным образом травами и листвой.

## Фото

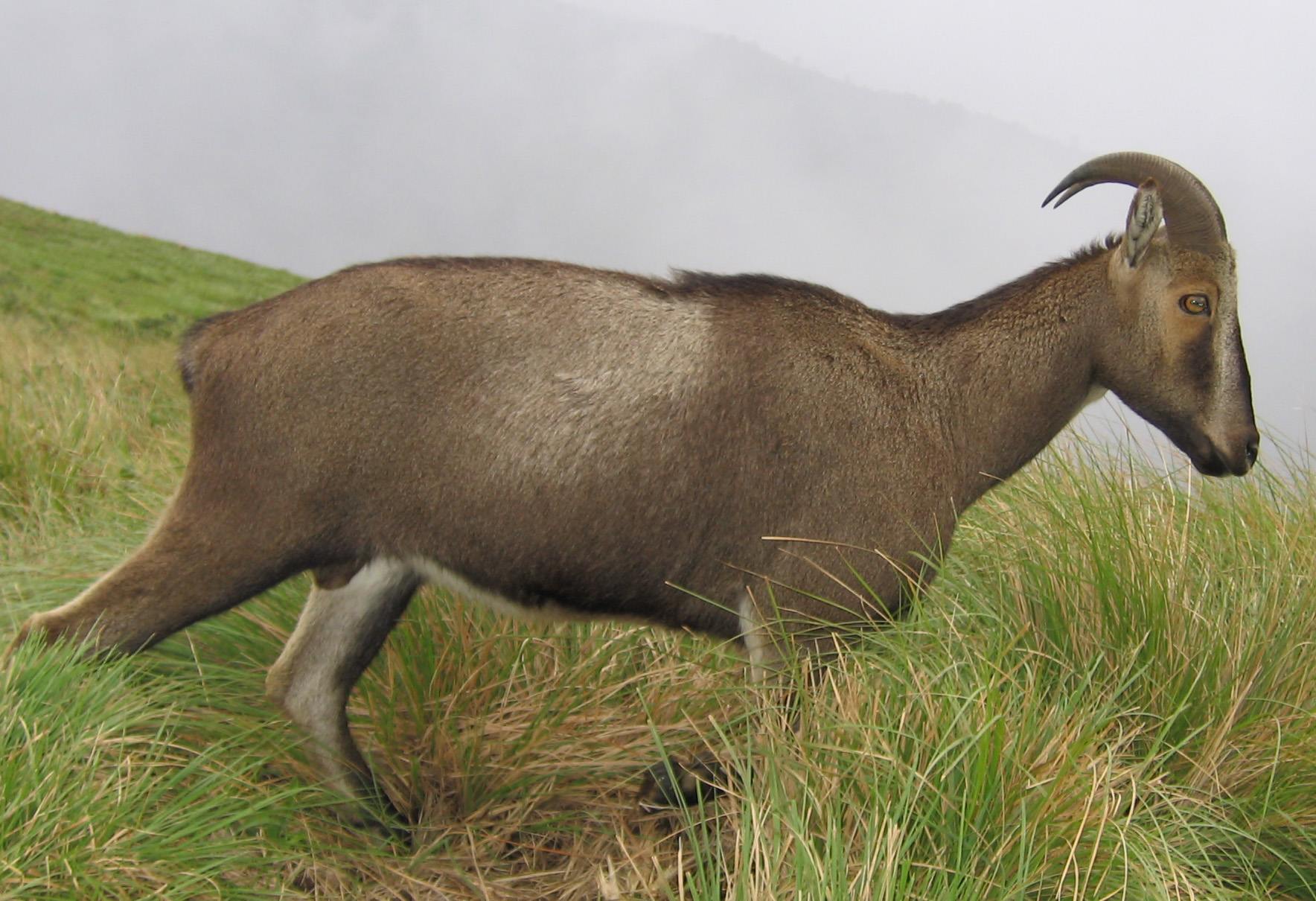
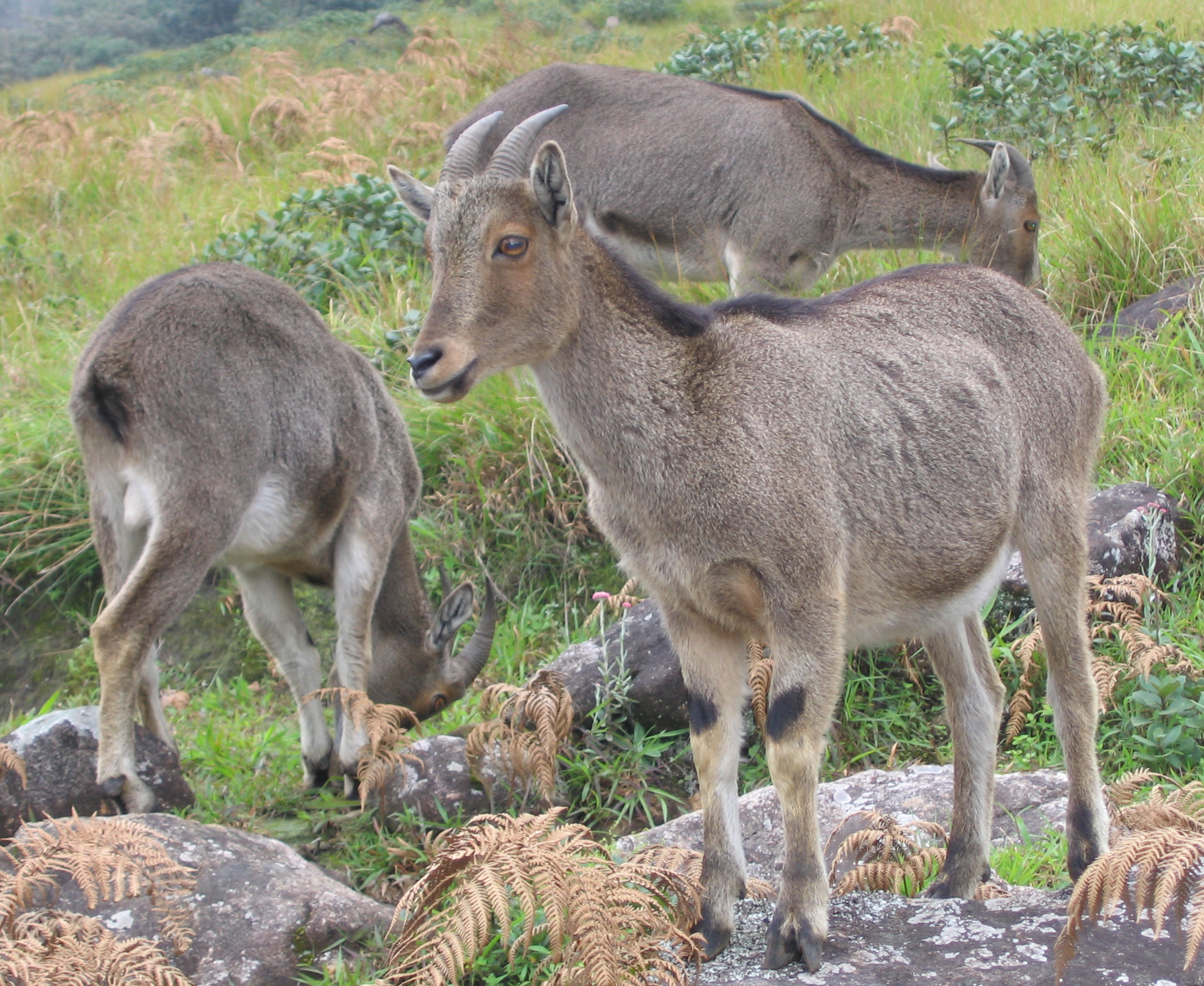
Молодые тары